# Вяйсянен, Матти
Ма́тти Ка́леви Вя́йсянен (фин. Matti Kalevi Väisänen; 24 февраля 1934, Юва, Финляндия) — лидер консервативного крыла финских лютеран, активист общественной религиозной организации «Фонд Лютера», епископ, автор ряда богословских трудов (в том числе комментария на Послание св. апостола Павла к римлянам) и популярных христианских книг.

## Биография
Родился 24 февраля 1934 года в местечке Юва.
В 1961—1963 годах получил богословское образование в семинарии «Конкордия» (Сент-Луис, США), принадлежащей консервативному Синоду Миссури.
В 1964 году принял пасторскую ординацию.
С 1967 по 1985 год был Генеральным секретарем Финской евангелическо-лютеранской миссии.
С 1985 по 1997 год был редактором миссионерского журнала «Vie Sanoma».
8 декабря 2007 года защитил докторскую диссертацию по богословию в Университете Хельсинки.
4 мая 2013 года совершил хиротонию Ристо Сорамиеса, который стал первым епископом вновь созданной независимой Евангелическо-лютеранской миссионерской епархии Финляндии.

## Основатель консервативного крыла ЕЛЦФ
Выступил с резкой критикой практики ординации женщин, существующей в Евангелическо-лютеранской церкви Финляндии, а 20 марта 2010 года (после избрания «либерального» архиепископа Кари Мякинена, высказавшегося в поддержку церковной поддержки однополых отношений) был посвящён в сан епископа (под эгидой Миссионерской провинции Швеции и Финляндии) тремя шведскими (Арне Олссоном, Йораном Бейером и Ларсом Артманом) и кенийским (Уолтером Обаре) конфессиональными епископами.
11 августа 2010 года Вяйсянен был лишен права заниматься пасторским служением в официальной Евангелическо-лютеранской церкви Финляндии. Тем не менее, 2 октября 2010 года епископ Вяйсянен ординировал четырёх пасторов (Сами Лиукконен, Ээро Пихлава, Маркус Ниеминен и Яни-Матти Улилехто) для служения в приходах «Фонда Лютера», что положило начало параллельной иерархии в церкви Финляндии.

## Труды
- Hänen nimensä. Nimi kaikkein suloisin. Helsinki: Uusi tie, 1989. ISBN 978-951-6-19209-6
- Hänen tekonsa. Jumalan teot ja meidän. Helsinki: Uusi tie, 1989. ISBN 978-951-6-19210-2
- Hänen henkensä. Pyhä Henki — toinen puolustaja. Helsinki: Uusi tie, 1990. ISBN 978-951-6-19217-1
- Hänen omansa. Kristittyjen yhteys. Helsinki: Uusi tie, 1990. ISBN 978-951-6-19216-4
- Pyhä Kaste Raamatussa. Ryttylä: Suomen Luther-säätiö, 2000. ISBN 978-951-9-84950-8
- Pyhä kaste kirkossa. Ryttylä: Suomen Luther-säätiö, 2000. ISBN 978-951-9-84951-5
- Pyhä evankeliumi Roomalaiskirjeessä I. Helsinki: Uusi tie, 2004. ISBN 978-951-6-19389-5
- Pyhä evankeliumi Roomalaiskirjeessä II. Helsinki: Uusi tie, 2004. ISBN 978-951-6-19390-1
- Крещение, вера и спасение: что говорят Библия и Книга Согласия о приобщении человека ко Христу (пер. Т. Шадруновой). СПб.: Евангелическо-лютеранская Церковь Ингрии на территории России, 2022.